# Repubblica del Congo ai Giochi della XXIX Olimpiade
La Repubblica del Congo ha partecipato ai Giochi della XXIX Olimpiade di Pechino, svoltisi dall'8 al 24 agosto 2008, con una delegazione di 5 atleti.

## Atletica leggera
| Gara  | Atleta                        | Batterie | Batterie | Quarti | Quarti | Semifinali | Semifinali | Finale | Finale |
| Gara  | Atleta                        | Tempo    | Pos.     | Tempo  | Pos.   | Tempo      | Pos.       | Tempo  | Pos.   |
| ----- | ----------------------------- | -------- | -------- | ------ | ------ | ---------- | ---------- | ------ | ------ |
| 100 m | Ghyd-Kermeliss-Holly Olonghot | 11"01    | 7        |        |        |            |            |        |        |

| Gara           | Atleta                         | Qualificazioni | Qualificazioni | Finale | Finale |
| Gara           | Atleta                         | Misura         | Pos.           | Misura | Pos.   |
| -------------- | ------------------------------ | -------------- | -------------- | ------ | ------ |
| Salto in lungo | Pamela Chardene Mouele-Mboussi | 6,06 m         | 35             |        |        |

## Nuoto
| Gara               | Atleta            | Batterie | Batterie | Semifinali | Semifinali | Finale | Finale |
| Gara               | Atleta            | Tempo    | Pos.     | Tempo      | Pos.       | Tempo  | Pos.   |
| ------------------ | ----------------- | -------- | -------- | ---------- | ---------- | ------ | ------ |
| 100 m stile libero | Emile Rony Bakale | 55"08    | 62       |            |            |        |        |

## Tennis tavolo
| Gara              | Atleta      | Preliminari                      | Turno 1                        | Turno 2 | Turno 3 | Turno 4 | Quarti | Semifinali | Finale |
| ----------------- | ----------- | -------------------------------- | ------------------------------ | ------- | ------- | ------- | ------ | ---------- | ------ |
| Singolo maschile  | Suraju Saka | Kou Lei (Ucraina) 4-1            | Lucjan Błaszczyk (Polonia) 0-4 |         |         |         |        |            |        |
| Singolo femminile | Yang Fen    | Chrystal Huang (Stati Uniti) 4-2 | Elizabeta Samara (Romania) 1-4 |         |         |         |        |            |        |